# Taxus
Taxus és un gènere de coníferes de la família de les taxàcies, comunament anomenats teixos o tells. Una de les seves espècies, Taxus baccata, viu als Països Catalans.
Aquest gènere compta amb unes 9 espècies acceptades d'arbres o arbusts que fan d'un a 15 metres d'alt i viuen exclusivament a l'hemisferi nord. Són propis de zones muntanyenques, amb ambients frescs i humits, i prefereixen els terrenys calcaris.

## Descripció
Són arbres perennifolis, generalment dioics, sense canals resinífers, de fulles aplanades, lineals i una mica punxegudes, disposades en espiral, color verd intens i sense bandes estomàtiques (tret que els diferencia dels arbres del gènere Abies). Es diferencien de la resta de gèneres de l'ordre de les pinals perquè les llavors no es desenvolupen en un estròbil si no que es desenvolupa de forma individual dins un receptacle carnós anomenat aril, que apareix a l'àpex d'un petit peduncle. Totes les espècies de teix són verinoses, totes les parts de la planta són extremadament metzinoses per l'humà i només l'aril és innocu i de gust dolç tanmateix les llavors també són molt verinoses. La planta produeix un seguit de diterpens tòxics, coneguts com a taxanes, compostos que tenen propietats antitumorals i que actualment s'utilitzen pel tractament de certs tipus de càncers.

## Usos i tradicions
La fusta és rogenca i tradicionalment se'n feien arcs. La mòmia (Ötzi) trobada als Alps el 1991 portava un arc encara sense acabar fet de teix. En la mitologia noruega el déu de l'arc Ullr també tenia el nom de Ydalir (derivat de la paraula teix) La majoria dels arcs del nord d'Europa estaven fets amb fusta de teix importat de la península Ibèrica on les condicions climàtiques eren millors per obtenir fusta sense nusos.

## Taxonomia
Totes les espècies de teix estan estretament relacionades les unes amb les altres i alguns botànics les han considerat com a subespècies o varietats de Taxus baccata, el primer teix descrit científicament. Tanmateix actualment se'n reconeixen un total de 9.

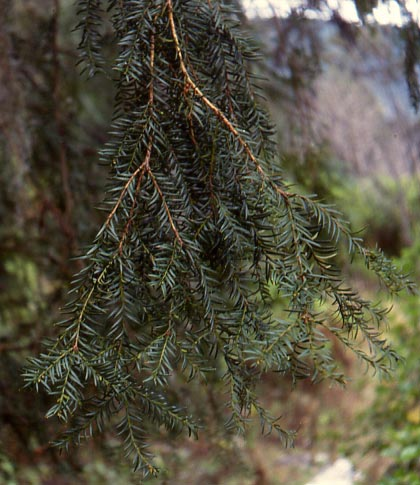
Fullam del teix mexicà, Taxus globosa

El més diferenciat és el teix de Sumatra (Taxus sumatrana, origonari de Sumatra i les illes Sulawesi fins al sud de la Xina.

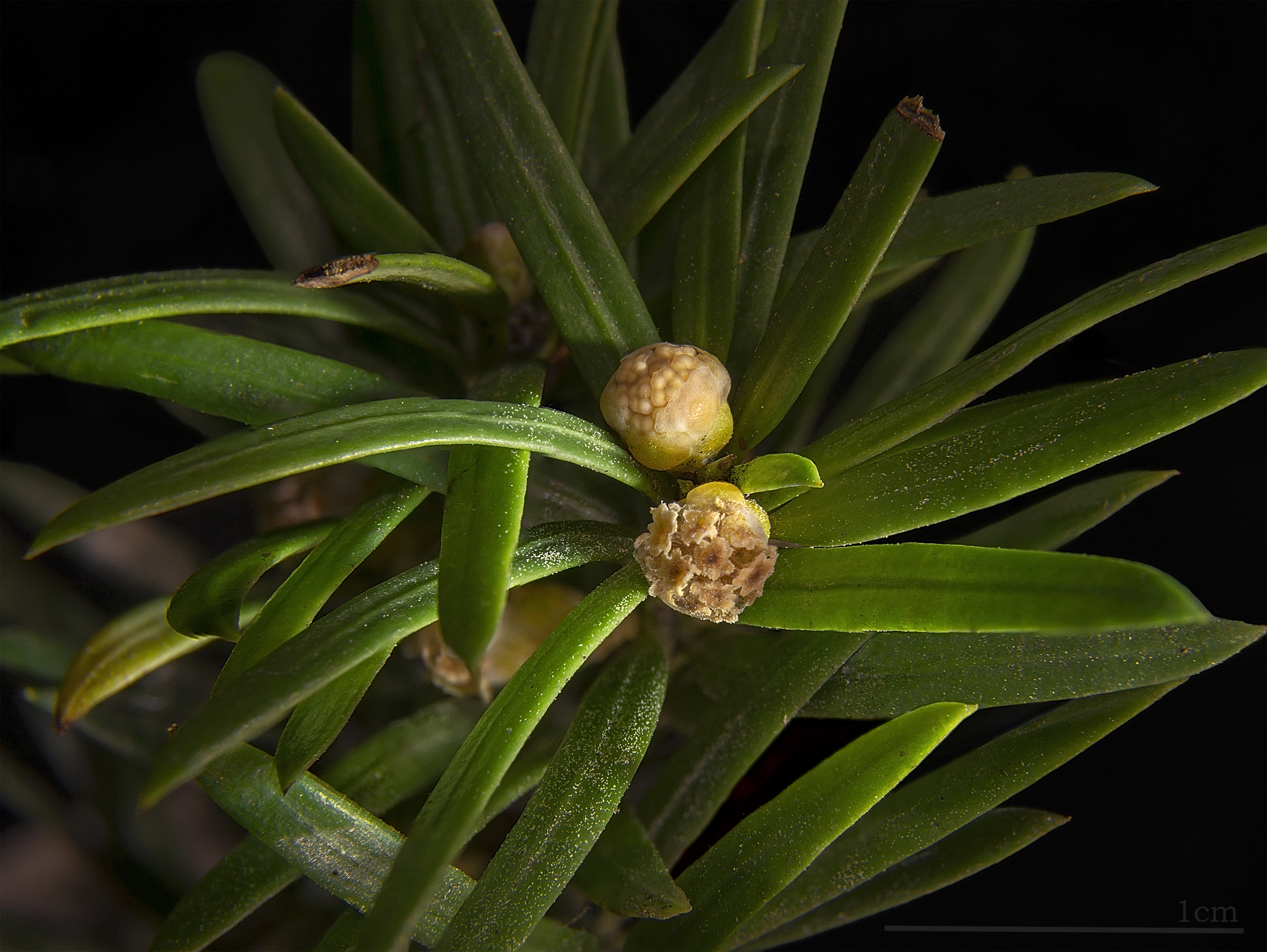
Flors del teix.
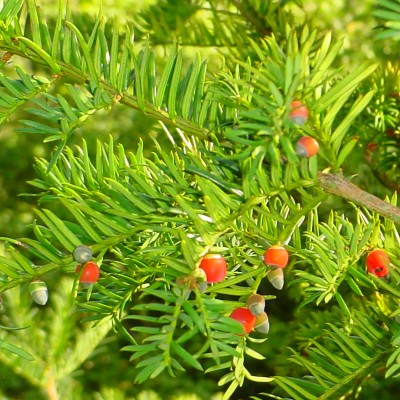
Baies del teix.